# Thierry Casas
Pour les articles homonymes, voir Casas.
Thierry Casas, né le 15 novembre 1961 à Beaumont-sur-Oise en Picardie, est un coureur cycliste français. Durant sa carrière, il participe à des compétitions sur route et en cyclo-cross.

## Biographie
Thierry Casas s'inscrit au CSM Persan durant son adolescence. En 1978 et 1979, il devient champion de France de cyclo-cross juniors (moins de 19 ans). Il évolue ensuite au VC Roubaix puis à l'AC Boulogne-Billancourt,, un club réputé en région parisienne. Durant cette période, il se distingue sur route en remportant diverses courses amateurs comme Paris-Chauny ou les Boucles catalanes. 
Il devient finalement professionnel en 1987 au sein de l'équipe espagnole Seat-Orbea-Danena, alors qu'il est âgé de vingt-six ans. Lors du Critérium international 1988, il termine cinquième de la première étape à Juan-les-Pins. Il redescend toutefois au niveau amateur dès 1989 au CM Aubervilliers. L'année suivante, il délaisse progressivement la route pour revenir au cyclo-cross, où il devient vice-champion de France amateurs. 
En 1991, il repasse professionnel avec un sponsor individuel en cyclo-cross. Il est de nouveau licencié au CSM Persan, son club formateur. Il remporte le Championnat Ile de France et obtient une 20e place au Championnat du Monde à Gieten. Il continue la compétition jusqu'en 1992, avec pour meilleur résultat une onzième place au championnat du monde de Leeds. 
Après sa carrière sportive, il devient commercial pour les cycles Peugeot, puis pour la marque Orbea.

## Palmarès

### Palmarès sur route
- 1977
  - Champion d'Ile de France Cadet

| - 1982 - Grand Prix de Boulogne-Billancourt - 1983 - 2e de Paris-Troyes - 1984 - 3e de Paris-Mantes - 1985 - Paris-Chauny - Circuit de la Vallée de l'Oise - Paris-Auxerre - 2e du Grand Prix de Boulogne-Billancourt - 2e de Paris-Mantes | - 1986 - Boucles catalanes - 2e de Paris-Connerré - 3e du Circuit de Saône-et-Loire - 1989 - Paris-Barentin - Une étape des Boucles de la Mayenne - 3e du championnat d'Île-de-France sur route - 1990 - 3e du Tour de la Haute-Marne |

### Palmarès en cyclo-cross
- 1977
  - Champion d'Ile de France Cadet ASSU
  - Champion d'Ile de France Cadet

| - 1978 - Champion de France de cyclo-cross juniors - 2e du championnat d'Île-de-France de cyclo-cross juniors - 1979 - Champion de France de cyclo-cross juniors - Champion d'Île-de-France de cyclo-cross juniors - 1981 - 2e du championnat de France militaires de cyclo-cross | - 1988 - 2e du championnat d'Île-de-France de cyclo-cross - 1990 - 2e du championnat de France de cyclo-cross amateurs - 3e du championnat d'Île-de-France de cyclo-cross - 1991 - Champion d'Île-de-France de cyclo-cross |